# Lijst van vrouwennamen afgeleid van planten of bloemen
In de West-Europese cultuur bestaat er een traditie vrouwen te vernoemen naar planten of bloemen. Mannen worden vaak vernoemd naar dingen of dieren. Een uitzondering is de naam Hyacinthus. In dat geval moet echter een vernoeming naar de mythische vriend van Apollon verondersteld worden en niet een vernoeming naar de plant.
Een aantal vrouwelijke voornamen die afkomstig zijn uit de flora zijn:
- Amaryllis
- Anemoon
- Aster
- Bloem
- Camelia
- Chloë van het Grieks voor jonge scheut, jong groen
- Dahlia of Dalia
- Daisy uit het Engels, betekent madeliefje
- Daphne, laurier in het Grieks
- Delphine
- Dianthe; latijn voor anjer
- Floor, Flora, Fleur, Fiorella
- Heather, Engels voor heide
- Hortensia, Hortense
- Hyacinth
- Iona
- Iris
- Ivy uit het Engels, betekent klimop
- Jasmijn
- Iris
- Laura, Lore, Lori van het Latijnse Laurus, laurier
- Lelie
- Lily, Engels voor lelie
- Lotus
- Madelief
- Marjolein, Marjolijn
- Margriet
- Mirte uit het Griekse Myrtia
- Rhodé, betekent wilde roos
- Rodanthe van het Grieks voor rozenstruik
- Roos, Rose
- Rozemarijn
- Viola of Ianthe
- Violet of Violetta

## Bron
Gebruikt om ongebruikelijke namen te vinden:
- Gerritzen, Doreen, Voornamen. Een praktische handleiding (Utrecht, 2000 (3de druk))